# Duleep Trophy 2025/26
Die Duleep Trophy 2025/26 ist die 62. Ausgabe des indischen First-Class-Cricket-Wettbewerbes.

## Format
Erneut nach der Unterbrechung im letzten Saison nehmen wieder die Zonen-Teams an dem Wettbewerb teil. Die sechs Mannschaften spielen im K.-o.-System mit Viertelfinale, Halbfinale und Finale den Gewinner des Wettbewerbes aus.

## Resultate

### Viertelfinale
| 28. – 31. August Scorecard | Bengaluru | North Zone | – | East Zone |
|                            |           |            |   |           |

| 28. – 31. August Scorecard | Bengaluru | Central Zone | – | North East Zone |
|                            |           |              |   |                 |

### Halbfinale
| 4. – 7. September Scorecard | Bengaluru | South Zone | – | Sieger Viertelfinale 1/2 |
|                             |           |            |   |                          |

| 4. – 7. September Scorecard | Bengaluru | West Zone | – | Sieger Viertelfinale 1/2 |
|                             |           |           |   |                          |

### Finale
| 11. – 15. September Scorecard | Bengaluru | Sieger Halbfinale 1 | – | Sieger Halbfinale 2 |
|                               |           |                     |   |                     |